# Х-35
Х-35 («Изделие 78», индекс ракеты УРАВ ВМФ — «3М24», по кодификации НАТО SS-N-25 'Switchblade' (с англ. — «Выкидной нож») — советская/российская малогабаритная тактическая дозвуковая маловысотная противокорабельная ракета, предназначенная для уничтожения ракетных, торпедных, артиллерийских катеров, кораблей водоизмещением до 5000 тонн и морских транспортов.
Дозвуковая ПКР Х-35 разрабатывалась с конца 1970-х годов, но только в 1992 году начался завершающий этап испытаний. В итоге Х-35 была принята на вооружение в 2003 году. Разработана ОКБ Звезда (ОКБ-455). Может применяться с авиации, кораблей (ракетный комплекс 3К24 «Уран») и береговых ракетных комплексов «Бал» (индекс ГРАУ 3К60). Для применения с вертолётов, кораблей и наземных пусковых установок используется модификация с твердотопливным стартовым ускорителем.

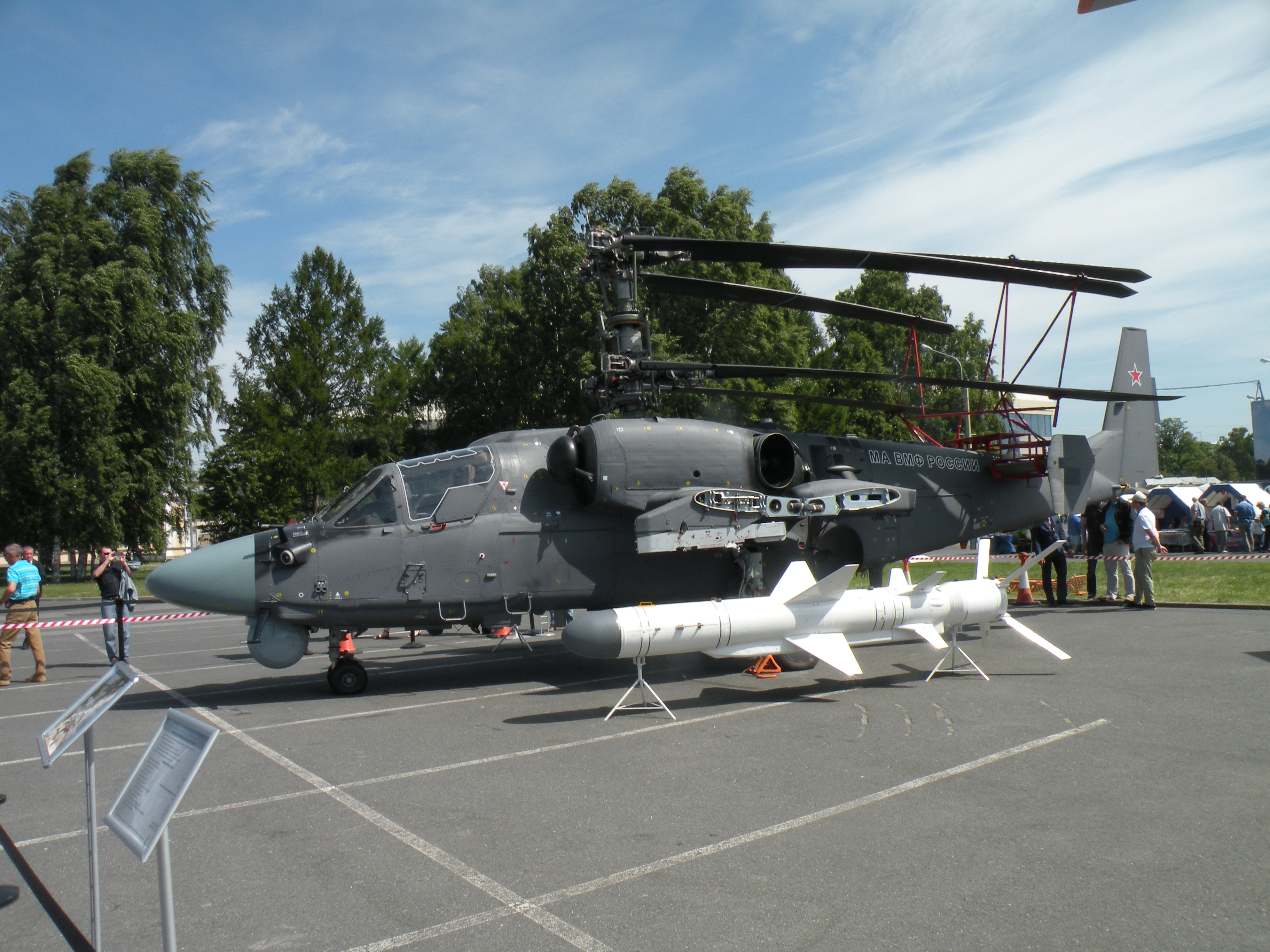
Вертолёт КА-52 и противокорабельная ракета Х-35Э

## История создания
Технические предложения по созданию ракетного комплекса «Уран» с противокорабельной ракетой Х-35 для использования в составе как корабельного, так и вертолётного и самолётного вариантов базирования были выработаны в ОКБ «Звезда» к концу 1977 года.
Разработка противокорабельного ракетного комплекса «Уран» с крылатой ракетой Х-35 для вооружения катеров и кораблей среднего водоизмещения была начата в соответствии с Постановлением ЦК КПСС и Совета Министров СССР и ЦК КПСС от 16 апреля 1984 года (по другим данным, постановление вышло 16 марта 1983 года). Головным разработчиком было определено ОКБ «Звезда» (в настоящее время входит в корпорацию «Тактическое ракетное вооружение»), а главным конструктором — Г. И. Хохлов. Разработка пусковой установки осуществлялась КБМ в Москве.
Рассмотрение в 1983 году эскизного проекта выявило несоответствие проекта активной радиолокационной ГСН предъявленным к ней требованиям. На устранение недостатков ушло три года, первый пуск опытного образца ПКР был проведён 5 ноября 1985 года с береговой позиции. Целый ряд пусков 1986 года был неудачным, потребовалась доработка ряда систем. Только в пуске 29 января 1987 года все системы ракеты отработали нормально.
ГСН была полностью готова к совместным с планером ракеты испытаниям только к 1992 году. К этому времени ОКБ «Звезда» завершило первый этап лётно-конструкторских испытаний (ЛКИ) — за три года было выполнено 13 пусков Х-35. Однако, с 1992 года из-за финансовых проблем России, вызванных сменой государственного строя и сворачиванием государственного оборонного заказа, работы по комплексу были практически остановлены. Доводка ракет осуществлялась за счёт ресурсов предприятия. Второй этап ЛКИ проводился с 1992 по 1997 год, за это время было выполнено четыре пуска ракет.
Смена государственного строя в стране принесла не только финансовые проблемы, но и одновременно расширила возможности предприятия по работе с иностранными заказчиками. Продемонстрированная на авиационной выставке «Мосаэрошоу-92» в Москве ракета и информация по комплексу вызвала интерес специалистов ВМС Индии — в 1994 году с Индией был заключён контракт на поставку КРК «Уран-Э». Полученные средства позволили развернуть серийное производство ракет. Первые поставки в Индию были осуществлены в 1996—1997 годах, а 15 декабря 1996 года комплекс «Уран-Э» сдан заказчику на эсминце «Дели» (тип «Дели»).
В июле 2003 года корабельный ракетный комплекс «Уран» успешно прошёл государственные испытания и начал поступать на вооружение кораблей ВМФ России. Осенью 2004 года прошёл государственные испытания и был принят на вооружение ВМФ России подвижный береговой ракетный комплекс «Бал».
В 2005 году были завершены испытания ракеты после адаптации её к авиационному варианту базирования — для индийского патрульного самолёта Ил-38SD, после чего начаты работы по включению ракеты в состав вооружения истребителей компаний «Сухой» и «МиГ».

## Конструкция

Эскиз ракеты Х-35Э в полётной конфигурации

Представляет собой крылатую ракету нормальной аэродинамической схемы. Крестообразное крыло складывается для уменьшения габаритов транспортно-пускового контейнера. Для запуска в корабельном, береговом и вертолётном исполнении используется отделяемый твердотопливный ускоритель. После набора необходимой скорости начинает работу турбореактивный двигатель. В авиационном варианте необходимости в ускорителе нет. Полёт осуществляется на высотах 10-15 метров под управлением инерциальной системы управления, на конечном участке траектории происходит захват цели активной радиолокационной ГСН АРГС-35, после чего высота траектории уменьшается до 3-5 метров, что с учётом околозвуковой скорости полёта усложняет перехват ракеты средствами ПВО цели.

### Головка самонаведения

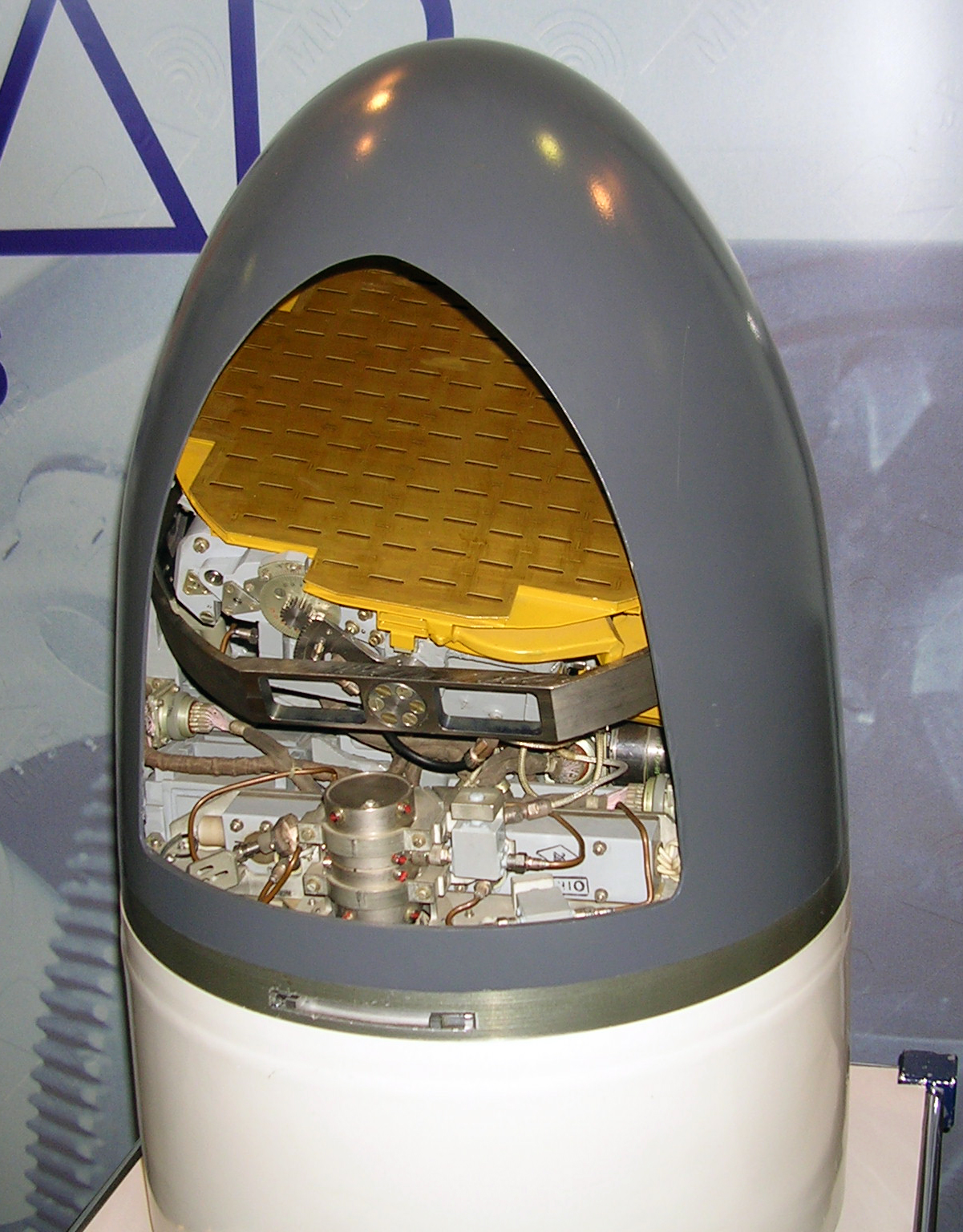
Активная радиолокационная головка самонаведения ракеты Х-35Э в разрезе. МАКС-2005

Активная радиолокационная, способная работать в условиях радиоэлектронного противодействия.
Наведение ракеты на цель осуществляется активной радиолокационной головкой самонаведения с щелевой антенной решёткой АРГС-35
- Радиолокационная ГСН АРГС-35
- Угол горизонтального обзора, град: от −45 до +45
- Угол вертикального обзора, град: от +10 до −20
- Дальность действия: до 20 км
- Вес, кг: 40—47,5
- Диаметр, мм: 420
- Длина, мм: 700
- Ограничения по применению ГСН:
  - осадки, мм/с: до 4
  - волнение моря, баллов: до 6
  - температура использования: от −50 °C до +50 °C

Существует вариант с тепловизионной головкой самонаведения.

### Радиовысотомер
Для полёта на сверхмалых высотах над поверхностью моря на ракетах Х-35 установлен радиолокационный высотомер РВЭ, состоящий из блока приёмопередатчика и двух антенн. Он позволяет с высокой точностью (до 1 метра) определять высоту полёта ракеты в пределах от 1 до 5000 метров, даже при её активном маневрировании (± 15° по крену и ± 20° по углу тангажа). Масса аппаратуры радиовысотомера составляет 4,5 кг, питание осуществляется из бортовой электросети ракеты, потребляемая мощность 20 Вт.

### Двигатель

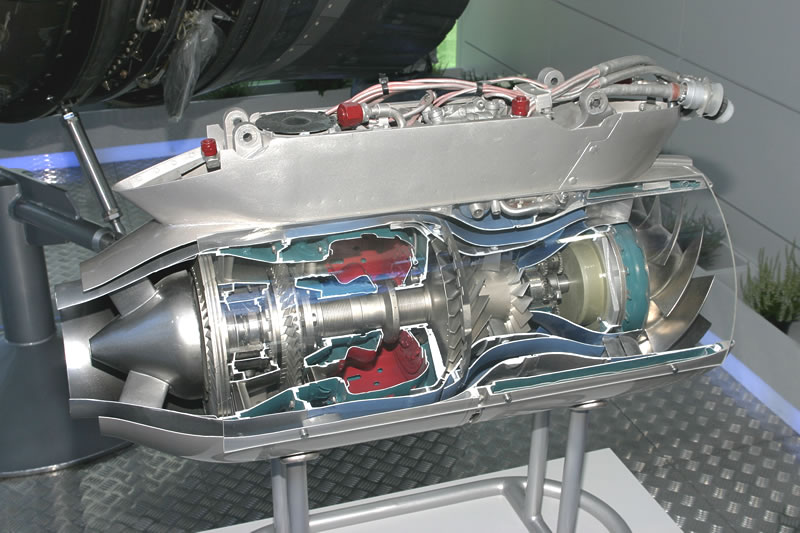
Разрезной макет двигателя ТРДД-50АТ. МАКС-2005)

Пуск двигателя осуществляется пиропатроном. Топливом для двигателя служит авиакеросин, находящийся в топливном баке вокруг воздуховодного канала.

### Боевая часть
Х-35 оснащается проникающей осколочно-фугасной боевой частью, которая предназначена для поражения ракетных, торпедных, артиллерийских катеров, надводных кораблей водоизмещением до 5000 тонн и морских транспортов.

## Носители и совместимость

### Самолётная модификация

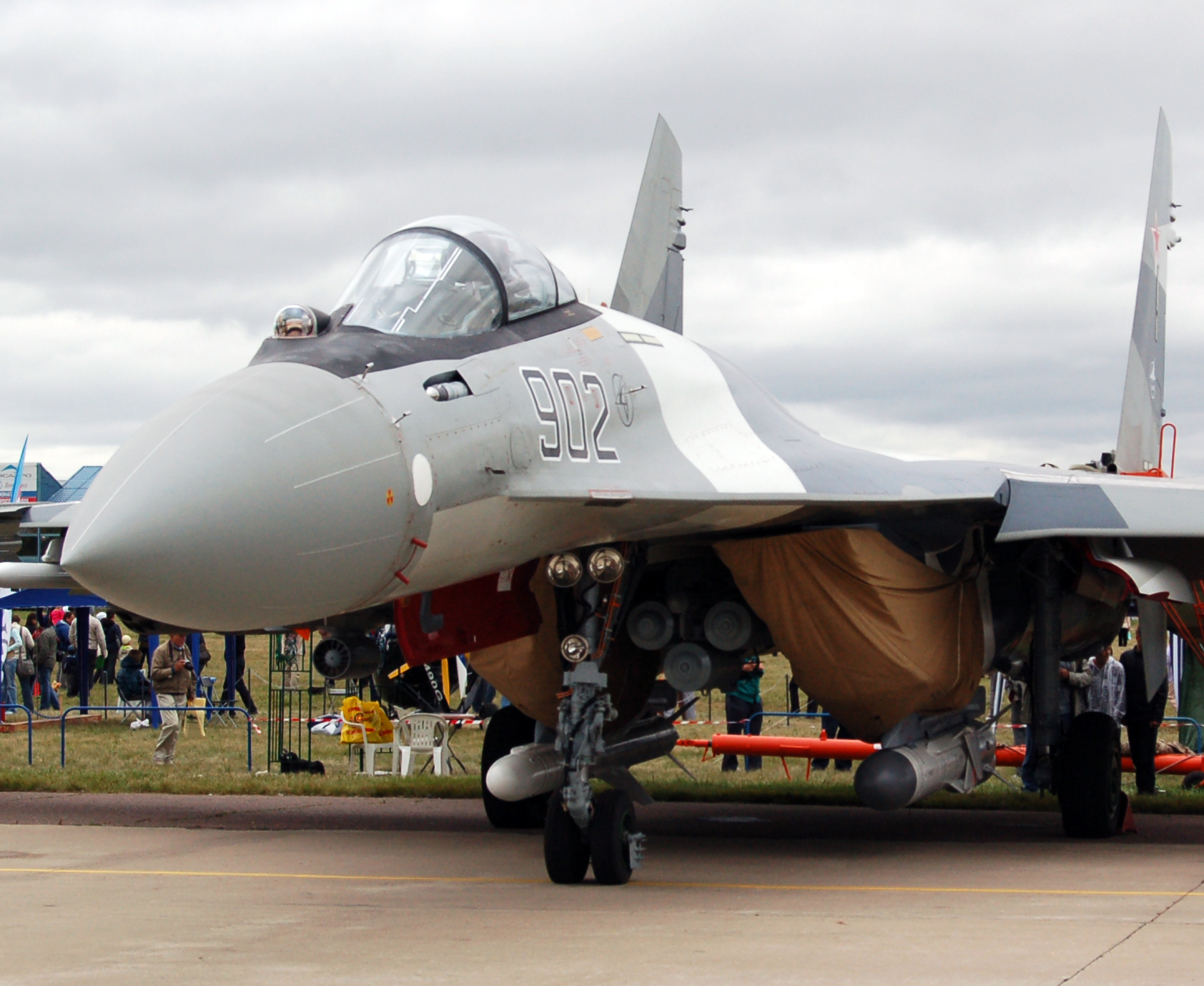
Х-35У на левом поддвигательном пилоне самолёта Су-35С МАКС-2009

Авиационный комплекс поступил на вооружение самолётов Су-30М, МиГ-29К, Су-35С, Су-34, 

### Вертолётная модификация
Вертолётный вариант ракет Х-35 применяется на Ка-27, Ка-28, Ка-52К.

### Корабельная модификация

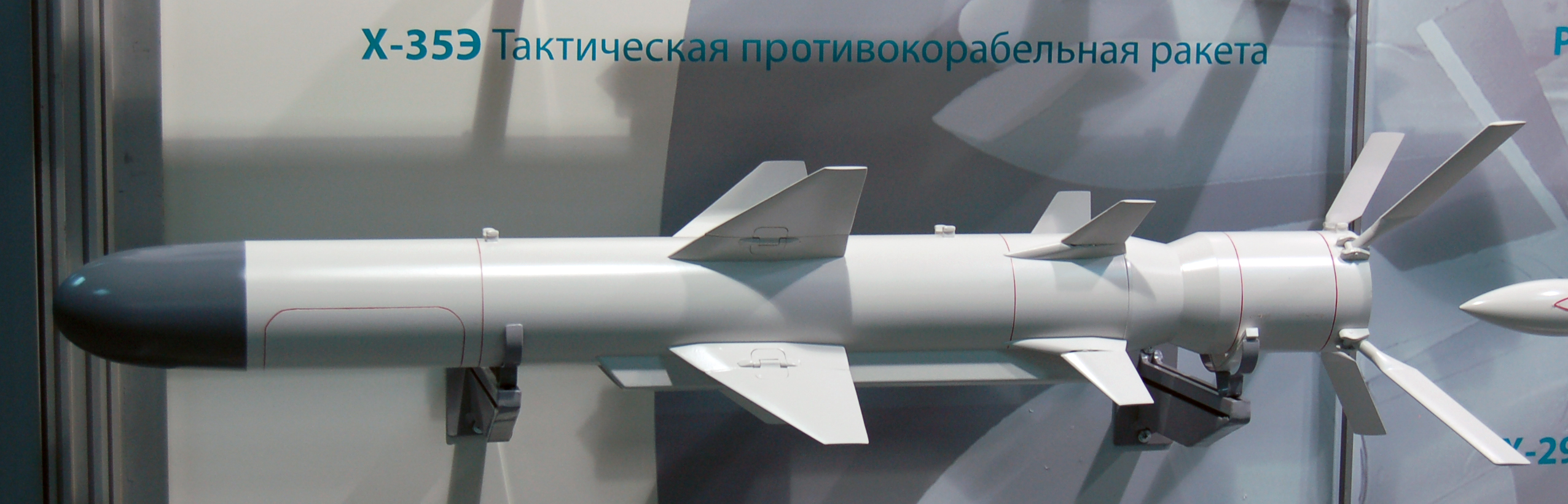
Макет ракеты Х-35Э на МАКС-2009. Хорошо видна конструкция складывающегося крыла и стартовый твердотопливный ускоритель. МАКС-2009

На надводных кораблях используется корабельный ракетный комплекс «Уран», в состав которого входят противокорабельные ракеты 3М24 в транспортно-пусковых контейнерах на пусковых установках, корабельная автоматизированная система управления и комплекс наземного оборудования с аппаратурой проверки ракеты. Малые габариты и относительно невысокая стоимость в сочетании с высокими боевыми возможностями определяют очень широкий круг кораблей, оснащённых ракетами 3М24: от лёгких ракетных катеров до эсминцев. По заявлению производителя, практически любое судно (в том числе и гражданское) в короткий срок может быть оснащено ракетным комплексом «Уран». Боезапас корабля может варьировать в широких пределах в зависимости от решаемых задач и технических ограничений.
По сравнению с авиационной модификацией для уменьшения размеров ТПК крыло ракеты выполняется складным, а в задней части дополнительно размещается стартовый твердотопливный ускоритель. Ракеты размещаются в транспортно-пусковых контейнерах цилиндрической формы. Возможно повторное использование транспортно-пускового контейнера после выполнения восстановительных работ. Для упрощения крепления в центральной части ТПК имеются шпангоуты квадратного сечения.
Пусковая установка представляет собой наклонную на 35° к палубе неподвижно зафиксированную на носителе направляющую, на которой смонтированы ТПК с ракетами в пакетах по 2-4 контейнера в зависимости от конфигурации носителя. Пусковая установка служит для погрузки, хранения и пуска ракет, а также снижения эксплуатационных перегрузок, что достигается за счёт установки пружинных амортизаторов.
Корабельная модификация 3К24 входит в состав вооружения следующих кораблей:
- Ракетных катеров проектов:
  - 1241 «Молния»[1]
  - 10411 «Светляк»[11]
  - 20970 «Катран»[10]
- Корветов проектов:

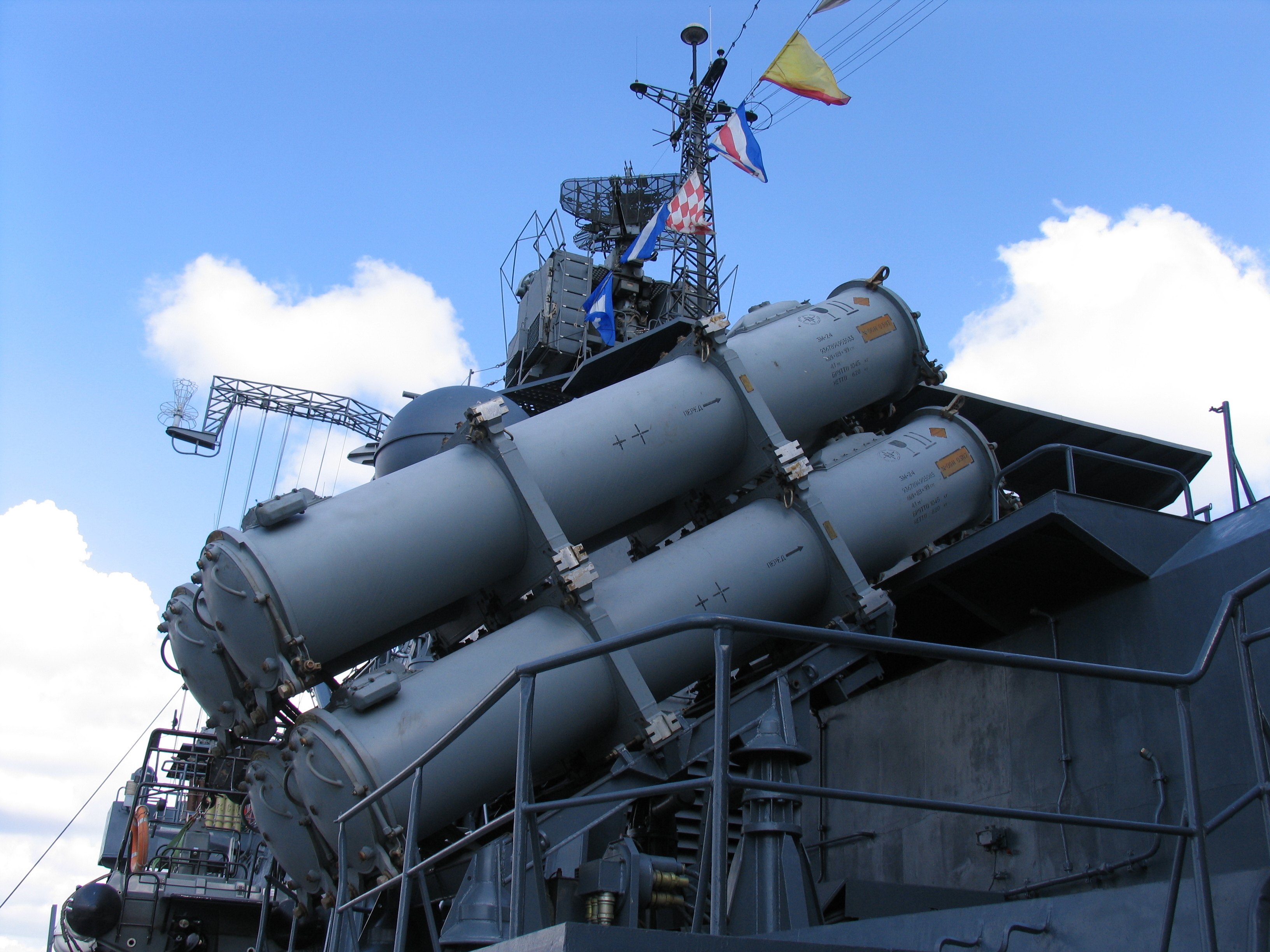
ПУ «Уран» на корабле «Ярослав Мудрый»

  - Патрульно-сторожевой корабль HQ-381 проекта ПС-500[12] (?)(Вьетнам)
  - 20380 «Стерегущий»
  - МРК 1234ЭМ «Овод-ЭМ» (Алжир), МРК 1234.1 «Смерч»
  - 25 «Курки»[13] (Индия)
  - 25А «Кора»[14] (Индия)
- Фрегатов (сторожевых кораблей) проектов:
  - 11540 «Ястреб»
  - 11541 «Корсар»[1]
  - 11661 «Гепард»
  - 22460 «Рубин» — на серийных кораблях предусмотрена возможность размещения комплекса: предусмотрено место для установки и подключения ТПК.
  - 16 «Годвари»[13] (Индия)
  - 16А «Брахмапутра»[15] (Индия)
  - Маршал Шапошников, Фрегат проекта 1155М, модернизирован
- Эскадренных миноносцев проектов:
  - 15 «Дели»[13][16] (Индия)

### Сухопутная модификация

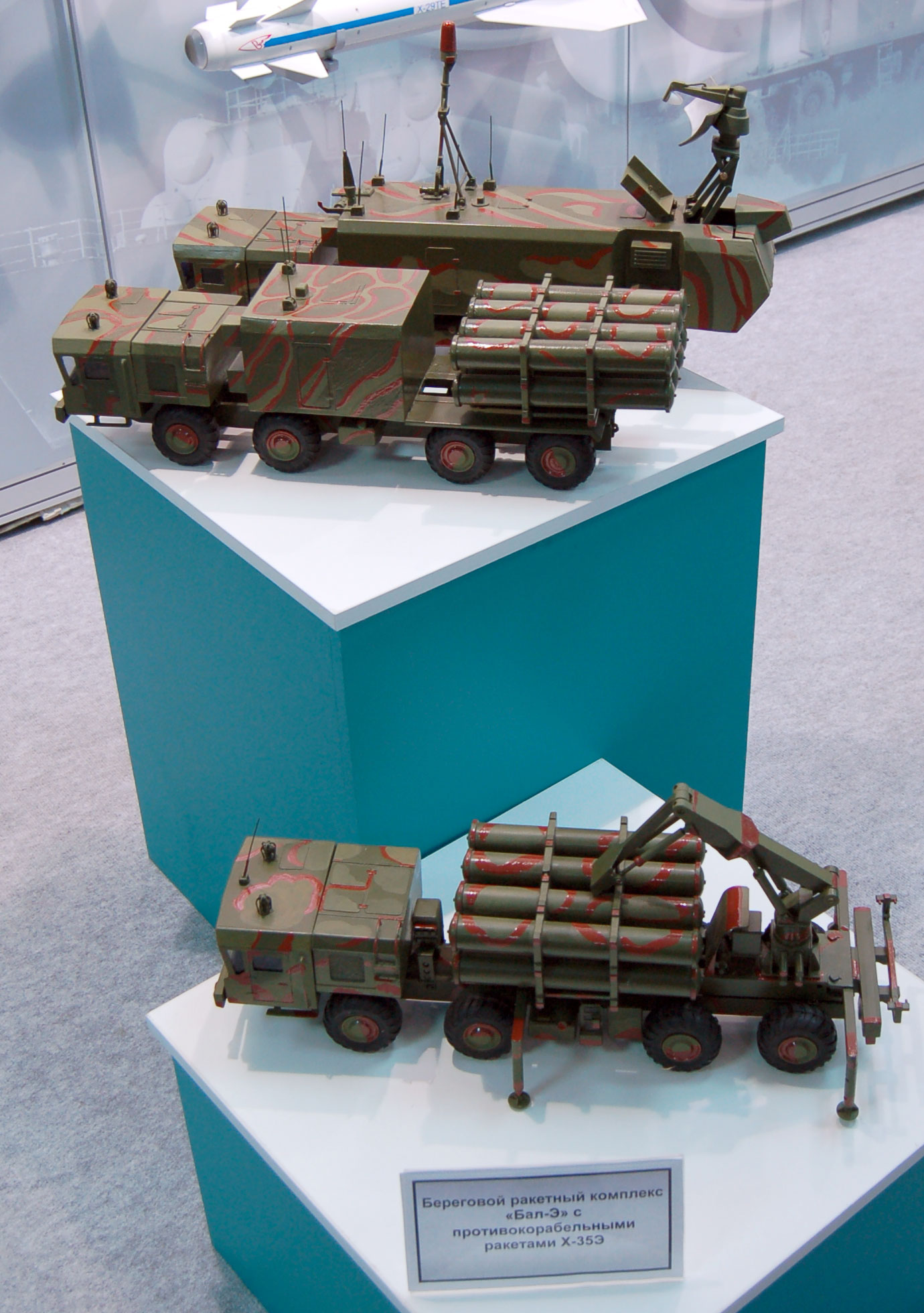
Макет берегового ракетного комплекса Бал-Э на МАКС-2009.
Сверху-вниз: командный пункт, пусковая установка, транспортно-перегрузочная машина

Для контроля прибрежной зоны на основе ракеты Х-35 был создан береговой ракетный комплекс (БРК) «Бал». БРК использует аналогичные корабельному варианту транспортно-пусковые контейнеры с ракетами Х-35Э. Наличие средств обнаружения и управления определяет высокую автономность комплекса, а размещение на колёсных шасси высокой проходимости — высокую подвижность и малую уязвимость для высокоточных средств поражения большой дальности.
В состав БРК «Бал» входят:
- Командные пункты управления и связи — до 2 единиц.
- Пусковые установки — до 4 единиц.
- Транспортно-перегрузочные машины — до 4 единиц.

Все установки смонтированы на шасси высокой проходимости МЗКТ-7930 «Астролог» и обладают высоким запасом хода. В стандартном составе на каждой пусковой установке и транспортно-перегрузочной машине находятся по 8 ракет в ТПК, таким образом комплекс полного состава обладает 32 готовыми к пуску ракетами и общим боезапасом в 64 ракеты.
Время подготовки к стрельбе БРК на неподготовленной позиции с марша составляет не более 10 минут. Целеуказание комплекс может получать как с собственной радиолокационной станции, так и из других источников — разведывательных БПЛА или станций загоризонтной локации. Стрельба «Бал-Э» возможна как одиночными пусками, так и залпом, с интервалом между пусками ракет не более 3 секунд. Максимальная мощность залпа составляет 32 ракеты, что достаточно для нанесения серьёзного урона любой корабельной группе противника. Время подготовки комплекса к повторному залпу составляет около 30 минут.
«Бал-Э» обладает высоким потенциалом модернизации: рассматриваются возможности создания его облегчённой и более подвижной версии, возможность установки дополнительных средств радиоэлектронной борьбы и других путей модернизации.
Комплекс Бал-Э успешно прошёл государственные испытания осенью 2004 года. Планируются поставки «Бал-Э» как в российские войска, так и на экспорт.

### Контейнерная модификация
В 2011 году на выставке IMDS-2011 был продемонстрирован контейнерный вариант комплекса. 4 ракеты и аппаратура управления размещались в стандартном 20-футовом контейнере.

## Модификации

Эскиз ракеты Х-35УЭ в полётной конфигурации

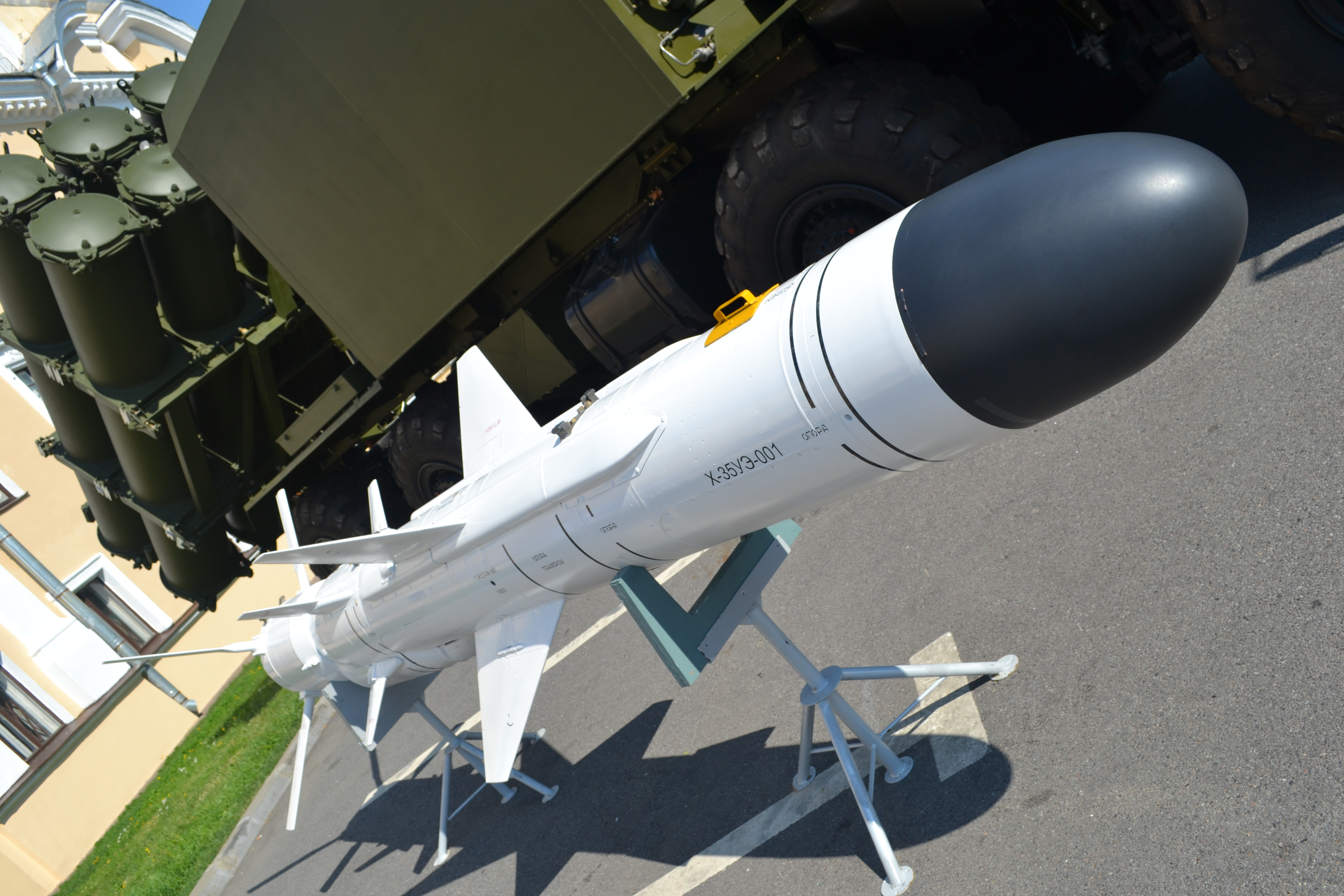
Х-35УЭ на МСВС-2013, Санкт-Петербург

- Х-35 (3М24) — ПКР для береговых комплексов и надводных кораблей
  - Х-35Э (3М24Э) — экспортный вариант Х-35
- Х-35У — унифицированная ПКР для ВМФ России, дальность пуска 260 км. В 2021 году бомбардировщики Су-34 произвели на Дальнем Востоке успешные боевые пуски ракет Х-35У.[19]
  - Х-35УЭ — экспортная версия Х-35У — унифицированная. В 2009 году была представлена значительно переработанная модификация ракеты Х-35, получившая обозначение Х-35УЭ. Был использован новый, вдвое меньший по размерам турбовентиляторный двигатель, изменена конструкция воздушного канала, что позволило увеличить запас топлива. Эти меры привели к увеличению максимальной дальности стрельбы ракеты в два раза — до 260 км. В ракете была применена новая комбинированная система наведения, включающая кроме применявшихся ранее инерциальной и активной радиолокационной систем самонаведения также спутниковую навигацию. Модернизированная активно-пассивная[7] радиолокационная головка самонаведения «Грань-К»[20] позволяет захватывать цели на дальности 50 км, против 20 км у базового варианта[21]. Статус (по состоянию на 17 августа 2011 года): проходит испытания[22] Диапазон поворота достиг 130°. Имеет корабельное, вертолётное, береговое и самолётное базирование. Высота полёта 10—15 метров на маршевом участке и 3—4 при выходе на цель. Масса боевой части 145 кг.[23]
- Х-35В — ПКР для вертолётов
- Х-35ЭВ — экспортный вариант ПКР, адаптированной под условия эксплуатации во Вьетнаме, для корабельного ракетного комплекса «Уран-ЭВ», работы по которому ведутся корпорацией «КТРВ» в интересах ВС Вьетнама[24]
- 3М-24ЭМБ — учебные варианты ракет, поставлявшиеся во Вьетнам[24]
- РМ-24 — переоборудованная в мишень ПКР 3М24 комплекса «Уран»

## Тактико-технические характеристики
В скобках указаны характеристики Х-35УЭ.
- Длина, м:
  - корабельного/берегового/вертолётного базирования: 4,4
  - самолётного базирования: 3,85
- Размах крыла, м: (1,33)
- Диаметр ракеты, м: 0,42
- Стартовая масса, кг:
  - корабельного/берегового базирования: 600 (670)
  - вертолётного базирования: 610 (650)
  - самолётного базирования: 520 (550)
- Двигатель: ТРДД
- Топливо: авиакеросин
- Система наведения: активная радиолокационная ГСН (БИНС + СН + АПРЛГСН)
- Боевая часть: осколочно-фугасная проникающего типа
- Масса боевой части, кг: 145
- Дальность пуска, км: до 130 (Х-35), до 260 (500 — с 2021 года) (Х-35У).[25]
- Высота полёта, м:
  - на маршевом участке: 10—15
  - на конечном участке: 3—4
- Скорость полёта, М: 0,8—0,85

## На вооружении

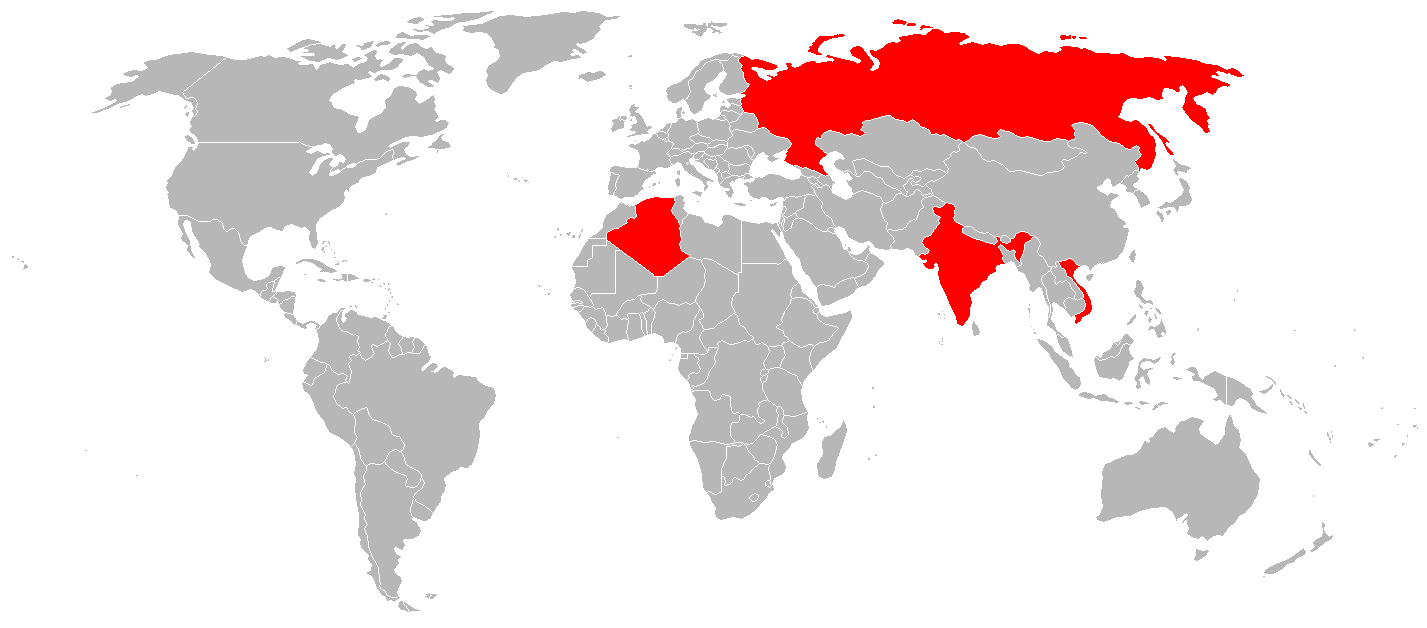
Государства в которых модификации ракеты Х-35 стоят на вооружении выделены красным

- Россия — страна-производитель, За 2009—2010 годы поставлено 112 ПКР Х-35[2]. Комплексы стоят на вооружении:
  -  ВКС РФ[источник не указан 4903 дня]
  -  ВМФ РФ
- Индия, комплексы стоят на вооружении:
  -  ВМС Индии — в период с 2000 по 2007 годы поставлено 222 ракеты[26]
- Алжир
- Вьетнам — поставки первых 16 противокорабельных ракет Х-35 во Вьетнам начались в 1999 году для вооружения переданных ранее 4 ракетных катеров проекта 1241 вместо устаревшего комплекса «Термит». Всего на сумму 5 млн долларов планировалось приобрести от 32 до 48 таких ракет. В дальнейшем Вьетнам заказывал в 2007 и 2013 по 2 корабля, фрегаты проекта 11661Э, оснащённые 2×4 ПУ «Уран». Также в 2009 году поставлено ещё 17 ракет Х-35Э, а в 2010 — 16 ракет и 8 учебных ракет 3М-24ЭМБ[24]
- Туркменистан — по данным годового отчёта корпорации «КТРВ» за 2010 год, заключён контракт (2008 год) и готовились документы для поставки Туркменистану ракет Х-35Э в 2011—2012 годах на сумму 79,8 млн долларов США[24]. Первая партия заказа была поставлена в 2011—2012 годах. ВС Туркмении на 2014 год дополнительно заказал этого вооружения на сумму около 40 млн $.
- Венесуэла — поставлено 2 комплекса (8 СПУ) «Бал-Э»[27].

### Вероятные пользователи
- КНДР — Кымсон-3 копия Х-35, на вооружении ВМФ КНДР[28][29].
- Мьянма — северокорейский вариант, в составе вооружений корветов.[источник не указан 1184 дня]
- Украина — на базе Х-35 разработан украинский противокорабельный комплекс «Нептун»[30].

## Оценки ракеты

### Достоинства
К основным достоинствам ракеты Х-35 относят: комбинированную траекторию с маловысотным участком прорыва ПВО, небольшие габариты и массу изделия, относительно мощную боевую часть, помехозащищённую комбинированную автономную систему самонаведения, возможность залпового огня, большой потенциал модернизации.
Х-35 является дешёвой и массовой в производстве ракетой. Ракета также универсальная. «Уран» используют в береговых ракетных комплексах «Бал», ракету могут использовать самолёты Су-34, Миг-29, Су-30, Су-35. Также ракету способны использовать малые сторожевые корабли, палубные вертолёты Ка-52К «Катран» и др. Все это позволяет легко развёртывать ракеты на совершенно разных носителях. Несмотря на то, что любая противокорабельная ракета — это очень сложная техника, по сравнению с П-800 «Оникс», «Калибр», «Циркон», конструкция Х-35 значительно проще, что позволяет производить её более массово.
Малые массо-габаритные характеристики ракеты обеспечивают несколько преимуществ, среди которых: малая ЭПР, возможность размещения большого боезапаса на носителе, а также удобство транспортировки ТПК с ракетами. Малая ЭПР ракеты определяет малую дальность обнаружения и захвата цели радиолокационными средствами, а небольшие габариты определяют аналогичные ограничения и для оптических локационных станций. Благодаря малой массе ТПК с ракетой даже на небольших носителях возможно размещение большого боезапаса, тем самым и небольшие отряды могут обеспечить высокую плотность залпа. Перезарядка этих ракет существенно проще, нежели у более тяжёлых ПКР.
Комбинированная траектория полёта обеспечивает бо́льшую дальность, чем при использовании исключительно маловысотного полёта, а на этапе прорыва ПВО противника маловысотный полёт создаёт сложности по перехвату атакующей ракеты как в плане обнаружения, так и в плане огневого поражения. Возможность залповой стрельбы позволяет создать большую плотность удара на этапе прорыва ПВО, что повышает вероятность прохождения части ракет даже через наиболее совершенные противоракетные комплексы противника. Система выбора целей гарантирует, что все ракеты Х-35 в одном залпе не выберут для атаки одну цель в корабельной группе противника.
Комбинированная помехозащищённая автономная система самонаведения, включающая инерциальное наведение и радиолокационную или тепловизионную головку самонаведения, позволяет производить стрельбу Х-35 по противнику даже за пределами радиогоризонта, что снижает опасность для носителя, увеличивает допустимую максимальную дальность (которая определяется лишь запасом топлива и эффективностью двигателя), а также обеспечивает скрытный для противника пуск ракет. Использование помехозащищённой головки самонаведения уменьшает эффективность средств радиоэлектронной борьбы противника и увеличивает вероятность поражения цели.
Большие возможности по модернизации Х-35 позволяют существенно увеличить её возможности без кардинального изменения конструкции. В частности, использование более эффективного двигателя или более энергоёмкого топлива позволит значительно увеличить дальность полёта.

### Недостатки
К основным недостаткам Х-35 относят: узкую специализацию ракеты как противокорабельной, дозвуковую скорость на участке прорыва ПВО и дальность, требующую от носителя вхождения в зону дальнобойной ПВО флагманских кораблей (если типичные цели действуют в составе группировки) или береговой ПВО.
Узкая специализация ракеты как противокорабельной не позволяет ей поражать наземные цели, хотя дальность и боевая часть Х-35 позволила бы эффективно решать подобные задачи. Это определяет необходимость увеличения состава вооружения носителей.
Дозвуковая скорость ракеты повышает вероятность её перехвата противоракетной обороной корабельной группировки противника.

### Сравнение с аналогами
Малогабаритные дозвуковые противокорабельные ракеты востребованы как эффективное и относительно недорогое средство борьбы с надводными целями. Из-за сходства решаемых задач большинство таких ракет имеет практически идентичную компоновку, размеры, характеристики и внешний вид. Большинство подобных ракет создано по нормальной аэродинамической схеме с крестообразным крылом, использует в качестве маршевого двигателя высокоэкономичные ТРД и наводится на цель комбинированным способом (инерциальное наведение на маршевом участке и активное радиолокационное или тепловизионное самонаведение на конечном участке).
Ниже представлена сводная таблица по наиболее близким аналогам Х-35. Информация приведена по данным «Информационной системы „Ракетная техника“» и «Авиационной энциклопедии „Уголок неба“»
| Год  | Страна               | Название                | Изображение (в маршевой полётной конфигурации) | Макс. дальность, км | Макс. скорость, Мах | Длина, м | Диаметр, м | Масса, кг | Масса БЧ, кг | Тип наведения     | Носитель ПУ       |
| ---- | -------------------- | ----------------------- | ---------------------------------------------- | ------------------- | ------------------- | -------- | ---------- | --------- | ------------ | ----------------- | ----------------- |
| 1975 | Франция              | Экзосет MM-38           |                                                | 42                  | 0,95                | 5,2      | 0,35       | 735       | 165          | ИНС + АРЛ         | Сам, НК           |
| 2010 | Франция              | Экзосет MM-40 Block III | изображение отсутствует                        | 180                 | 0,95                | 5,78     | 0,35       | 875       | 155          | ИНС + АРЛ         | Сам, НК           |
| 1980 | США                  | Гарпун (мод. А)         |                                                | 120                 | 0,85                | 4,57     | 0,34       | 667       | 225          | ИНС + АРЛ/ИК      | Сам, НК, ПЛ, НПУ  |
| 2009 | США                  | Гарпун (мод. D2)        | изображение отсутствует                        | 280                 | 0,85                | 5,18     | 0,34       | 742       | 235          | ИНС + СП + АРЛ/ИК | Сам, НК, ПЛ, НПУ  |
| 1985 | Швеция               | RBS-15 Mk1              |                                                | 90                  | 0,8                 | 4.33     | 0.5        | 770       | 200          | ИНС + АРЛ         | Сам, НК, НПУ      |
| 2004 | Швеция               | RBS-15 Mk3              | изображение отсутствует                        | 200                 | 0,8                 | 4.33     | 0.5        | 800       | 200          | ИНС + СП + АРЛ    | Сам, НК, НПУ      |
| 1985 | Великобритания       | Sea Eagle               |                                                | 110                 | 0,95                | 4,1      | 0,4        | 600       | 230          | ИНС + АРЛ         | Сам               |
| 1989 | Китай                | YJ-82                   | изображение отсутствует                        | 180                 | 0,8                 | 5,2      | 0,36       | 715       | 145          | ИНС + АРЛ         | Сам, НК, НПУ      |
| 1982 | Япония               | Тип-90                  |                                                | 200                 | 0,9                 | 5,0      | 0,35       | 660       | 260          | ИНС + АРЛ         | Сам, НК, НПУ      |
| 2001 | Россия               | Х-59МК                  |                                                | 285                 | 0,9                 | 5,7      | 0,38       | 930       | 320          | ИНС + СН + АРЛ    | Сам               |
| 1993 | Россия               | Х-35                    |                                                | 200                 | 0,8                 | 4,40     | 0,42       | 620       | 145          | ИНС + АРЛ/ИК      | Сам, Вер, НК, НПУ |
| 2009 | Россия               | Х-35У                   |                                                | 260                 | 0,85                | 4,40     | 0,42       | 550       | 145          | ИНС + СП + А(П)РЛ | Сам, Вер, НК, НПУ |
| 1996 | Китайская Республика | Сюнфэн 2                |                                                | 80                  | 0,9                 | 3,9      | 0,34       | 520       | 225          | ИНС + АРЛ + ИК    | Сам, НК           |
| 2006 | Республика Корея     | Хэсон                   |                                                | 150                 | 0,85                | 4,8      | 0,34       | 718       |              | ИНС + АРЛ         | НК                |
| 2007 | Норвегия             | Naval Strike Missile    |                                                | 185                 | 0,95                | 3.95     |            | 410       | 125          | ИНС + СП + ИК     | Сам, НК, НПУ      |
| 2017 | Украина              | Р-360 Нептун            |                                                | 280                 | 0,85                | 5,5      | 0,38       | 870       | 150          | ИНС + АРЛ         | Сам, НК, НПУ      |

В таблице использованы следующие сокращения:

Тип системы наведения: «ИНС» —
Первой малогабаритной противокорабельной ракетой, фактически давшей начало этому классу оружия, считается французская ракета «Экзосет». В ней были воплощены конструктивные решения, присущие большинству малогабаритных противокорабельных ракет — нормальная компоновка с крестообразным крылом, автономное активное самонаведение и использование радиовысотомера. Первые модификации «Экзосета» оснащались твердотопливным ракетным двигателем, что ограничивало дальность её полёта. В более поздних модификациях французские конструкторы перешли на использование общепринятой для этого класса оружия турбовентиляторной силовой установки. Успешный опыт боевого применения данного оружия доказал его высокую эффективность. «Экзосет» является одной из наиболее распространённых в мире противокорабельных ракет и пользуется спросом на рынке вооружений.
Наиболее близким аналогом Х-35 обычно называют американскую ракету «Harpoon» («Гарпун»), разрабатывавшуюся примерно в тот же период, что и Х-35, и принятую на вооружение в 1980 году. Идентичность по решаемым задачам определили одинаковые подходы к их решению, которые каждая страна реализовала, используя собственные разработки в области двигателестроения, ракетных технологий и радиоэлектроники.
По характеристикам Х-35 и «Гарпун» очень близки: обе ракеты имеют сравнимую дальность; Х-35 несколько легче, но «Гарпун» несёт более тяжёлую боевую часть. Стоимость ракет также близка и лишь незначительно ниже у российского варианта. Несмотря на значительное сходство характеристик ракет Х-35 и «Гарпун», различия между ними хорошо заметны как по внешнему виду, так и по компоновке. Так, у Х-35 электронное оборудование автопилота размещено за боевой частью, а у «Гарпуна» — перед; различается конструкция крыла и воздушного канала. Основным же функциональным различием этих ракет называют более совершенную в плане помехозащищённости ГСН у ракеты Х-35. Некоторые издания сообщали о возможной закупке американцами АРГН-35 для установки их на «Гарпуны».